# Boris I al Bulgariei
Boris I (în bulgară Борис I), cunoscut și sub numele de Boris-Mihail (în bulgară Борисъ-Михаил) și Bogoris (n. 828 d.Hr., Pliska, Țaratul Bulgar – d. 2 mai 907 d.Hr., Veliki Preslav, Țaratul Bulgar), a fost conducătorul Primului Țarat Bulgar  în 852–889. În momentul botezului său în 864, Boris a fost numit Mihail după nașul său, împăratul Mihail al III-lea. Istoricul Steven Runciman l-a numit una dintre cele mai mari persoane din istorie.
În ciuda abilităților sale ca diplomat și al rolului său în procesul de creștinare a Bulgariei, Boris I nu a fost un conducător foarte bun la război, fiind în diverse momente învins de către franci, croați, sârbi și bizantini.
Curând după venirea sa la putere, Boris a lansat în 852 o scurtă campanie împotriva bizantinilor. Nu există detalii despre rezultatul acestui război, cu toate că este posibil să fi câștigat un anumit teritoriu în Macedonia interioară.
Un alt conflict între bizantini și bulgari a avut loc în anii 855–856. Imperiul a vrut să-și recapete controlul asupra unor zone din Tracia interioară și al porturilor din jurul Golfului Burgas, în Marea Neagră. Forțele bizantine, conduse de împărat și de cezarul Bardas, au avut succes în conflict și au recucerit o serie de orașe, Philippopolis, Develtus, Anchialus și Mesembria, precum și regiunea de frontieră dintre Sider și Develtus, cunoscută sub numele de Zagora, în nord-estul Traciei. La începutul acestei campanii, bulgarii au fost distrași de un război cu francii (sub conducerea lui Ludovic Germanul) și cu croații.
În 863, Boris a luat o decizie de a îmbrățișa creștinismul și a căutat o misiune de creștinare din partea francilor. Bizantinii nu puteau lăsa ca un vecin atât de aproape ca Bulgaria să intre sub controlul religios al francilor. Bizanțul a câștigat recent o victorie majoră asupra arabilor și a fost în stare să strângă o forță militară considerabilă împotriva Bulgariei. O flotă a fost trimisă în Marea Neagră și o armată a fost trimisă să invadeze Bulgaria. Întrucât cea mai mare parte a armatei lui Boris făcea campanii împotriva Moraviei, în nord-vest, Boris nu a avut de ales decât să cedeze imediat. Boris a renunțat la alianța francă, a permis clerului grec să intre în Bulgaria și, în cele din urmă, a fost botezat, cu împăratul bizantin Mihail al III-lea ca naș; Boris și-a luat și numele Mihail la botezul său. Bulgarilor li s-a permis să recupereze regiunea Zagora ca recompensă pentru schimbarea lor de orientare religioasă.
Odată cu ascensiunea fiului său Simeon I la tron în 893, pacea de lungă durată cu Imperiul Bizantin stabilită de tatăl său urma să se încheie, iar Primul Țarat Bulgar a început un conflict cu împăratul bizantin Leon al VI-lea Filozoful.